# تعلقه لارکانه
تعلقه لارکانه (به انگلیسی: Larkana Taluka) یک تعلقه یا تحصیل در پاکستان است که در ایالت سند واقع شده‌است.